# Конституционное право Канады

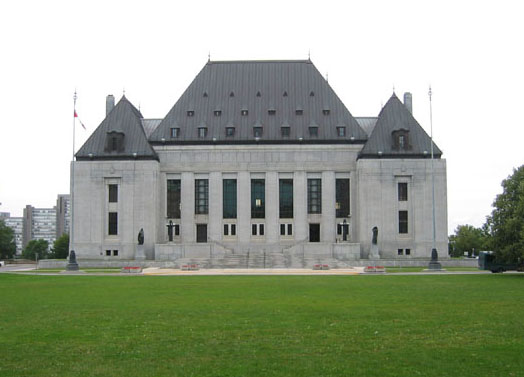
Здание Верховного суда Канады, верховной власти по вопросам интерпретации Конституции Канады.

Кана́дское конституцио́нное пра́во — часть канадского права, относящаяся к интерпретации и применению Конституции Канады трибуналами. Все законы Канады, как провинциальные, так и федеральные, должны сообразовываться с Конституцией, и всякий закон, не соответствующий ей, недействителен.

## Конституционные тексты английского происхождения
Собственно Конституции Канада не имеет. Так называемая "Конституция Канады" - это совокупность текстов, написанных английскими властями за многие века. Эти документы составляют основу ряда юридических и политических принципов, в том числе принципа Common law.
1. Хартия вольностей — 1100 (Charter of Liberties): Предвестница Magna Carta Libertatum, определяет границы королевских правомочий по налогообложению и религиозным свободам, в частности в том, что касается епископств, церковных приходов и симонии.
2. Magna Carta Libertatum — 1215: Определяет границы королевских правомочий, вводя такие принципы, как habeas corpus, правовые гарантии и свобода торговли.
3. Мертонский статут — 1235 (Statute of Merton): Мертонский статут также определяет границы королевских правомочий, вводя принцип общинного права и становясь основой принципа common law и установления права собственности.
4. Оксфордские провизии — 1258 (Provisions of Oxford): Этот документ определяет законность Парламента и законодательных собраний, вводя принцип парламентского контроля и ответственности министров.
5. Вестминстерские провизии — 1259 (Provisions of Westminster): Этот документ подкрепляет Оксфордские провизии, включает предложения правительственной реформы, в частности гражданского, а также уголовного права. Кроме определения взаимных прав и ответственности собственников и владетелей, они преобразовывают налоговое и наследственное право.
6. Мальбороский статут — 1267 (Statute of Marlborough)
7. Головные предложения — 1647 (Heads of Proposals)
8. Патниское обсуждение — 1647 (Putney Debates)
9. Соглашение народа — 1647—1649 (Agreement of the People)
10. Инструмент правительства — 1653 (Instrument of Government)
11. Мнение и скромная петиция — 1657 (Humble Petition and Advice)
12. Билль о правах — 1689 (Bill of Rights)
13. Акт о престолонаследии — 1701 (Act of Settlement): Определяет королевское потомство и право вступления на престол.

## Конституционные тексты канадского происхождения
Хотя ряд текстов был написан английским парламентом, некоторые среди них особым образом внесли свой вклад в Конституцию Канады. Впрочем, Конституционный акт 1867 включает все конституционные тексты английского происхождения, которые не были затем изменены ни судебной практикой, ни канадским Парламентом.
1. Королевская декларация 1763 года
2. Акт о Квебеке (1774)
3. Конституционный акт 1791 года
4. Акт о Союзе (1840)
5. Конституционный акт 1867
6. Вестминстерский статут (1931)
7. Акт о Канаде 1982
8. Конституционный акт 1982

## Полномочия
В силу статьи 52(1) Конституционного акта 1982 суды могут рассматривать любые вопросы права. Следовательно, пределы компетенции судов очень широки. В спорах между двумя инстанциями суды рассматривают и конституционные, или контрольные вопросы. Суд выносит решение, выслушивать или нет каждый конкретный конституционный вопрос, лишь если тот явно имеет юридический аспект. Так как американская конституционная доктрина о политических вопросах не была поддержана, суд может согласиться выслушать любой вопрос, имеющий политическое значение.
Суды должны проявлять осторожность при рассмотрении контрольных вопросов. Они обязаны отвечать лишь на вопросы, не являющиеся ни умозрительными, ни чисто политическими, ни преждевременными. Отвечая на вопросы, суд не должен выходить за рамки роли, возложенной на него Конституцией.

## Законные стороны
Чтобы вести в суде конституционный спор, сторона должна иметь право обращения в суд (locus standi). Те, кто желает оспорить закон, могут сделать это несколькими способами. Для стороны, непосредственно затронутой законом, якобы противоречащим конституции, это право признаётся по закону. Таким же образом, правообладатель может оспорить любой закон, сокращающий его права. Те, кто не защищён правом, но тем не менее преследуется на основании какого-либо закона, также могут его оспорить.
Общественные объединения также могут получить право обращения в суд, если они удовлетворяют требованиям теста Боровского. Объединение должно доказать, что закон поднимает важный конституционный вопрос, что объединение заинтересовано в этом вопросе и что никакого другого разумного и действенного способа представить вопрос в суде не существует.

## Судебное рассмотрение компетенции законодательных органов
Существует три возможных подхода к оспариванию закона, касающегося разделения властей. У закона может быть оспорена его действительность, применимость или реализуемость.
Действительность закона может быть оспорена, когда предмет закона находится вне компетенции законодательных органов. Анализ начинается с определения истинного характера закона. Для этого необходимо рассмотреть цель закона и его юридические и практические последствия. Затем проверяется, как установленный предмет соотносится с самыми применяемыми законодательными полномочиями, перечисленными в статьях 91—95 Конституционного акта 1867.
Применимость закона может быть оспорена, когда действующий закон в определённых обстоятельствах затронет вопрос, признаваемый за другим компетентным органом. В этом случае закон может считаться неприменимым по отношению к вопросу, не входящему в компетенцию правительства на основании доктрины об исключительности полномочий.
Реализуемость закона может быть оспорена, когда компетенция провинциального и федерального правительств совпадает по отношению к некоторым вопросам права, и обоими правительствами изданы законы, которые могут взаимно противодействовать. Если доказано, что законы функционально недейственны, то провинциальный закон будет признан недействующим на основании доктрины о преобладании.

## Принципы интерпретации
В Примечании, касающемся отделения Квебека Верховный суд Канады наметил четыре фундаментальных и организующих принципа Конституции (список может быть продолжен): федерализм; демократия; конституционализм и примат права; уважение прав меньшинств.

## Неписаные конституционные обычаи
В редких ситуациях суды вырабатывали многочисленные конституционные нормы, не определённые в конституционных текстах в ясных выражениях, а скорее подразумеваемые как различные правовые принципы. Канадская юриспруденция создала таким образом подразумеваемые права, включающие все неписаные конституционные обычаи.
Например, в решении Morguard Investments ltd. v. De Savoye, [1990] 3 S.C.R. 1077 Верховный суд Канады постановляет, что канадская система правосудия организована так, что любые опасения, что качество правосудия в разных провинциях различается, необоснованны. Следовательно, суды какой-либо провинции должны «полностью признавать» приговоры, вынесенные судом другой провинции или территории, если только он правильно и надлежащим образом осуществлял свои полномочия. Этому принципу судьи отдают приоритет, хотя никакое точное положение Конституции Канады это не оговаривает. Иначе говоря, суд всегда должен следовать правилу стоять на решённом, то есть логике предыдущих приговоров любого другого суда во всех похожих ситуациях.